# (9387) Tweedledee
(9387) Tweedledee es un asteroide perteneciente al Cinturón interior de asteroides, descubierto el 2 de febrero de 1994 por Hitoshi Shiozawa y el también astrónomo Takeshi Urata desde el Fujieda Observatory, Fujieda, Japón.

## Designación y nombre
Designado provisionalmente como 1994 CA. Fue nombrado por Tweedledee, quien era uno de los gemelos en A través del espejo y lo que Alicia encontró allí, de Lewis Carroll. Cuando Alicia lo encuentra, él está de pie debajo de un árbol con el brazo alrededor del cuello de su hermano Tweedledum.

## Características orbitales
Tweedledee está situado a una distancia media del Sol de 1,939 ua, pudiendo alejarse hasta 2,112 ua y acercarse hasta 1,766 ua. Su excentricidad es 0,089 y la inclinación orbital 21,656 grados. Emplea 986,16 días en completar una órbita alrededor del Sol.
Pertenece a la familia de asteroides de (434) Hungaria.

## Características físicas
La magnitud absoluta de Tweedledee es 14,00. Tiene 4,560 km de diámetro y su albedo se estima en 0,225.